# Ola Bilińska
Pour les articles homonymes, voir Bilińska.
Ola (Aleksandra) Bilińska, née à Varsovie, est chanteuse, multi-instrumentiste, auteure de paroles et de musique. Elle traduit également la poésie polonaise en anglais.

## Biographie
En 2010, elle fonde le groupe Babadag qui joue de la musique mystique et folklorique. Le groupe a édité deux disques (2012, 2019). Ses autres projets menés en parallèle sont ses deux prestations en solo basées sur la musique juive (Berjozkele, Libelid), son duo avec Daniel Pigoński "Bye Bye Butterfly" et son duo avec Konrad Kucz. Un projet plus récent lié à la musique juive est l'hommage que rend Ola Bilińska avec son ensemble à Chaim et David Bajgelman, deux musiciens klezmer reconnus en Pologne avant-guerre.
Parallèlement, elle a joué avec d'autres groupes polonais : "Płyny”, "Muzyka końca lata" (Musique de fin d'été) et a chanté avec Zbigniew Wodecki et Mitch & Mitch.  Elle a collaboré ou collabore avec des personnalités de la scène musicale polonaise telles que Maciej Cieślak, Raphaël Rogiński, Macio Moretti, Andrzej Smolik, Pablopavo, Paweł Szamburski.
Avec son groupe ou en solo, Ola Bilińska donne plus d'une dizaine de concerts par an, en Pologne et en Europe dont en France, par exemple à l'occasion du Festival des cultures juives 2017, mais également aux États-Unis.

## Discographie
- En 2014, avec l’Institut historique juif, Ola Bilińska a publié l’album Berjozkele - Berceuses et chants du soir yiddish[5], qui a eu le premier prix au concours "Le phonogramme folk de l’année 2014"[6]. Cet album contient ses propres arrangements de berceuses populaires en Pologne et dans les régions frontalières orientales au début du XXe siècle et la période de l'entre-deux-guerres. Ce disque, préparé grâce à une spécialiste du yiddish, Anna Rozenfeld, comporte douze titres[7] dont « A jingele, a mejdele »[8].

- Deux ans plus tard, un autre album à thème juif, Libelid - Yiddish Love Songs[9], a été édité également en coopération avec l’Institut historique juif et fut lauréat pour le même prix. Ce disque comporte huit titres dont « Kalenju, wejn że, wejn ! »[10].

- En 2015, l'album de son duo avec Daniel Pigoński, Bye Bye Butterfly[11] a été édité[12].
- En 2019, sortie de l'album Šulinys, avec le groupe lituanien Babagag, comprenant des chansons de tradition lituanienne.

### Participation
En 2017, elle a collaboré avec Pablopavo sur la chanson "Zguba" de l'album Ladinola. Cette même année, le groupe Muzyka Końca Lata édite l'album Złoty krążek sur lequel Bilińska participe vocalement, ses claviers, percussions et chante trois chansons en solo.